# The Last Bomb
The Last Bomb è un documentario cortometraggio del 1945 diretto da Frank Lloyd candidato al premio Oscar al miglior documentario.